# 商輅內閣
商輅內閣成立於成化十一年三月二十二日（1475年4月27日），結束於成化十三年六月二十二日（1477年7月31日）。是明憲宗統治下的第六個內閣，由時任戶部尚書商輅組閣。
成化十三年正月，憲宗開設西廠，命太監汪直負責刺探朝廷外事務。同年五月，因為汪直羅織數起大獄，民心不安，商輅上疏稱請革去西廠，罷汪直并誅其心腹韋瑛；并與憲宗發生爭執，憲宗最後批准此疏，罷免西廠。并謫韋瑛戍宣府。然而憲宗又在同年六月十五日（1477年7月24日）復設西廠，汪直擅政如故。當月二十二日，商輅同尚書薛遠、董方、左都御史李賓請辭獲准；同日由次輔萬安繼任內閣首輔。

## 內閣成員
| 職位   | 姓名 | 備注         |
| ------ | ---- | ------------ |
| 首輔   | 商輅 | 彭時內閣續任 |
| 次輔   | 萬安 | 彭時內閣續任 |
| 大學士 | 劉珝 |              |
| 大學士 | 劉吉 |              |